# Camargo (plaats in Bolivia)
Camargo (voorheen Pazpaya en Villa Santiago) is de hoofdstad van de provincie Nor Cinti in het departement Chuquisaca in Bolivia en tevens de hoofdplaats van gemeente Camargo.
Volgens de volkstelling uit 2008 heeft Camargo 5.685 inwoners.

## Bevolking
Het bevolkingsaantal van Camargo is de laatste twee decennia met ongeveer 50% toegenomen, van 3.789 (in 1992) tot 4.502 (in 2001) tot 5.685 (in 2008, geschat).

## Locatie
Camargo is gelegen in de gemeente Camargo, ingebed tussen noord-zuidelijke bergruggen, op een hoogte van 2.414 m, aan de oevers van de Río Pilcomayo.